# (4966) Edolsen
(4966) Edolsen es un asteroide perteneciente al cinturón de asteroides, descubierto el 2 de marzo de 1981 por Schelte John Bus desde el Observatorio de Siding Spring, Nueva Gales del Sur, Australia.

## Designación y nombre
Designado provisionalmente como 1981 EO34. Fue nombrado Edolsen en honor al conservador estadounidense Edward Olsen que ejerce desde hace bastantes años estudiando la colección de meteoritos en el Field Museum of Natural History de Chicago.

## Características orbitales
Edolsen está situado a una distancia media del Sol de 2,632 ua, pudiendo alejarse hasta 3,190 ua y acercarse hasta 2,074 ua. Su excentricidad es 0,211 y la inclinación orbital 9,946 grados. Emplea 1559 días en completar una órbita alrededor del Sol.

## Características físicas
La magnitud absoluta de Edolsen es 13,7. Tiene 10,212 km de diámetro y su albedo se estima en 0,061.